# Asunción Ocotlán
Asunción Ocotlán là một đô thị thuộc bang Oaxaca, México. Năm 2005, dân số của đô thị này là 3257 người.